# G7-Gipfel in Camp David 2020
Der G7-Gipfel in Camp David war als 46. Gipfeltreffen der Regierungschefs der Gruppe der Sieben geplant und sollte ursprünglich in der Zeit vom 10. bis 12. Juni 2020 mit den USA als Gastgeber stattfinden. Wegen der COVID-19-Pandemie wurde der Gipfel abgesagt.
Ursprünglich plante das Weiße Haus das Treffen im Trump National Doral in Miami, Florida. Es handelt sich dabei um ein Hotel mit Golfresort, welches dem damaligen US-Präsidenten Donald Trump gehört. Dafür wurde Trump auch aus den eigenen Reihen heftig kritisiert, weil die Gefahr bestünde, dass er sein Amt nutze, um sich persönlich zu bereichern. Es wurde ihm vorgeworfen, gegen die Emoluments Clause der Verfassung der USA zu verstoßen, die es den Regierungsmitgliedern verbietet, Adelstitel, Geschenke oder sonstige Vorteile aus dem Ausland ohne Genehmigung des Kongresses anzunehmen.
Wenige Tage nach Bekanntgabe seines Golfhotels als Tagungsort lenkte Trump ein und gab bekannt, dass das Treffen nunmehr in Camp David stattfinden solle. Es handelt sich dabei um eine von der US Navy betriebene Anlage in Maryland, die als Landsitz und Erholungsort des Präsidenten dient, oft aber auch für politische Treffen im kleineren Kreis genutzt wird.
Wegen des Ausbruchs der COVID-19-Pandemie konnte das Treffen nicht wie geplant stattfinden. Das Treffen wurde daher Anfang Juni zunächst auf September verschoben. Außerdem wollte Trump ohne vorherige Rücksprache mit den anderen Teilnehmern auch Russland, Südkorea und Australien einladen. Gegen eine Einladung an Russland (also eine Aufwertung zur früheren G8) gab es sogleich Widerspruch. Solange die Annexion der Krim durch Russland fortdauere, könne man Russland nicht zu einem solchen Treffen einladen. Im Übrigen sei es wegen der Pandemie derzeit nicht ratsam, ein solches Treffen mit hunderten von Teilnehmern (Beratern, Pressesprechern, Sicherheitsleuten, Journalisten usw.) zu veranstalten. Daher sagte zunächst Angela Merkel ihre Teilnahme ab. Emmanuel Macron hielt die Anwesenheit aller G7-Regierungschefs für erforderlich und wollte nur teilnehmen, wenn alle anderen auch kamen.
Schließlich schlug Trump vor, das Treffen bis nach der US-Wahl 2020 zu verschieben. Ein genauer Termin wurde nicht genannt. Letztendlich kam der G7-Gipfel 2020 nicht zustande.
Für den Gipfel waren schon Geschenktüten im Wert von tausenden von Dollar angeschafft worden, die für die ausländischen Staatsoberhäupter bestimmt waren.  Die Taschen enthielten Dutzende von Gegenständen, die mit Regierungsgeldern gekauft worden sind, darunter Ledermappen, Zinntabletts und marmorne Schmuckschatullen. Im Oktober 2021 wurde bekannt, dass der Generalinspekteur des Außenministeriums Vorwürfe untersucht, wonach Mitarbeiter von Trump die nach dem abgesagten Gipfel zurückgebliebenen Taschen einfach mitgenommen haben sollen.

## Weblink
- Erklärung der Staats- und Regierungschefs der G7 vom 16. März 2020